# Phytoseius cismontanus
Phytoseius cismontanus är en spindeldjursart som beskrevs av De Leon 1965. Phytoseius cismontanus ingår i släktet Phytoseius och familjen Phytoseiidae. Inga underarter finns listade i Catalogue of Life.